# Młynów (obwód rówieński)
Młynów (ukr. Млинів) – osiedle typu miejskiego na Ukrainie i stolica rejonu w obwodzie rówieńskim. Liczy 8446 mieszkańców (2001).
Obecnie w skład osiedla wchodzi dawne miasteczko Murawica.

## Historia

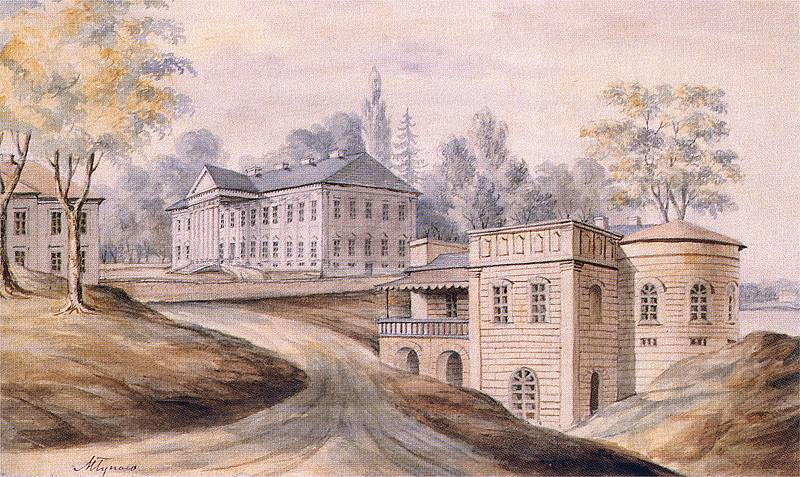
Pałac Chodkiewiczów w Młynowie, rys. N. Orda

Miejscowość lokowana na prawie magdeburskim w 1789 r. U schyłku I Rzeczypospolitej powstał tu pałac Chodkiewiczów, w którym Aleksander Chodkiewicz zgromadził pokaźne zbiory biblioteczne i tu też zmarł.
W II Rzeczypospolitej Młynów siedzibą gminy Młynów w powiecie dubieńskim województwa wołyńskiego. Funkcjonowała tu szkoła powszechna.

### Dzieje podczas II wojny światowej
Do II wojny światowej większość mieszkańców Młynowa stanowili Żydzi. W czasie kampanii wrześniowej stacjonował tu IV/1 dywizjon myśliwski Brygady Pościgowej oraz III/6 dywizjon myśliwski.
We wrześniu 1939 roku miasteczko zostało zajęte przez Armię Czerwoną. Od 26 czerwca 1941 okupowane przez Wehrmacht. Pierwszą masową egzekucję Niemcy przeprowadzili 12 lipca 1941 zabijając, po donosie ukraińskim, ponad 30 Polaków i 11 Żydów jako rzekomych komunistów. Według innej wersji zabitych Żydów było 18 i zginęli oni 7 lipca.
W miasteczku ulokowano posterunek niemieckiej żandarmerii i ukraińskiej policji. Burmistrzem został Trofimczuk a komendantem policji Dmytro Nowosad, który publicznie chwalił się swoimi zbrodniami na Żydach. Obaj należeli do OUN.
W maju 1942 ludność żydowską zamknięto w getcie, które zostało zlikwidowane na przełomie września-października 1942. W pierwszej egzekucji oddział SD z Równego wraz z niemiecką żandarmerią i ukraińską policją rozstrzelał 980 Żydów, w drugiej egzekucji – 520. Według Władysława i Ewy Siemaszków liczba zabitych była większa (około 3000), ponieważ byli wśród nich także Żydzi z Murawicy, Ostrożca i Targowicy. Według tych autorów ofiary wywożono ciężarówkami poza miasto i rozstrzeliwano w suchym korycie Ikwy oraz na bagnach tej rzeki.
W czasie okupacji niemieckiej mieszkające tutaj czeskie małżeństwo, Václav i Maria Šircowie, ukrywało Żydówkę Rachelę Rabinowicz. W 2017 roku Instytut Jad Waszem uhonorował oboje za to tytułami Sprawiedliwych wśród Narodów Świata.
W marcu 1943 policjanci ukraińscy z Młynowa zdezerterowali do UPA, w związku z czym Niemcy wzmocnili swój garnizon w miasteczku. Podczas rzezi wołyńskiej do Młynowa ściągali polscy uchodźcy w liczbie około 2000 z eksterminowanych przez UPA wsi; zorganizowano konspiracyjną samoobronę. Jednak poza jednorazowym ostrzelaniem miejscowości z broni palnej do ataku UPA na Młynów nie doszło.
W latach 1944–1945 niemal wszyscy Polacy z Młynowa zostali ekspatriowani.

## Zabytki

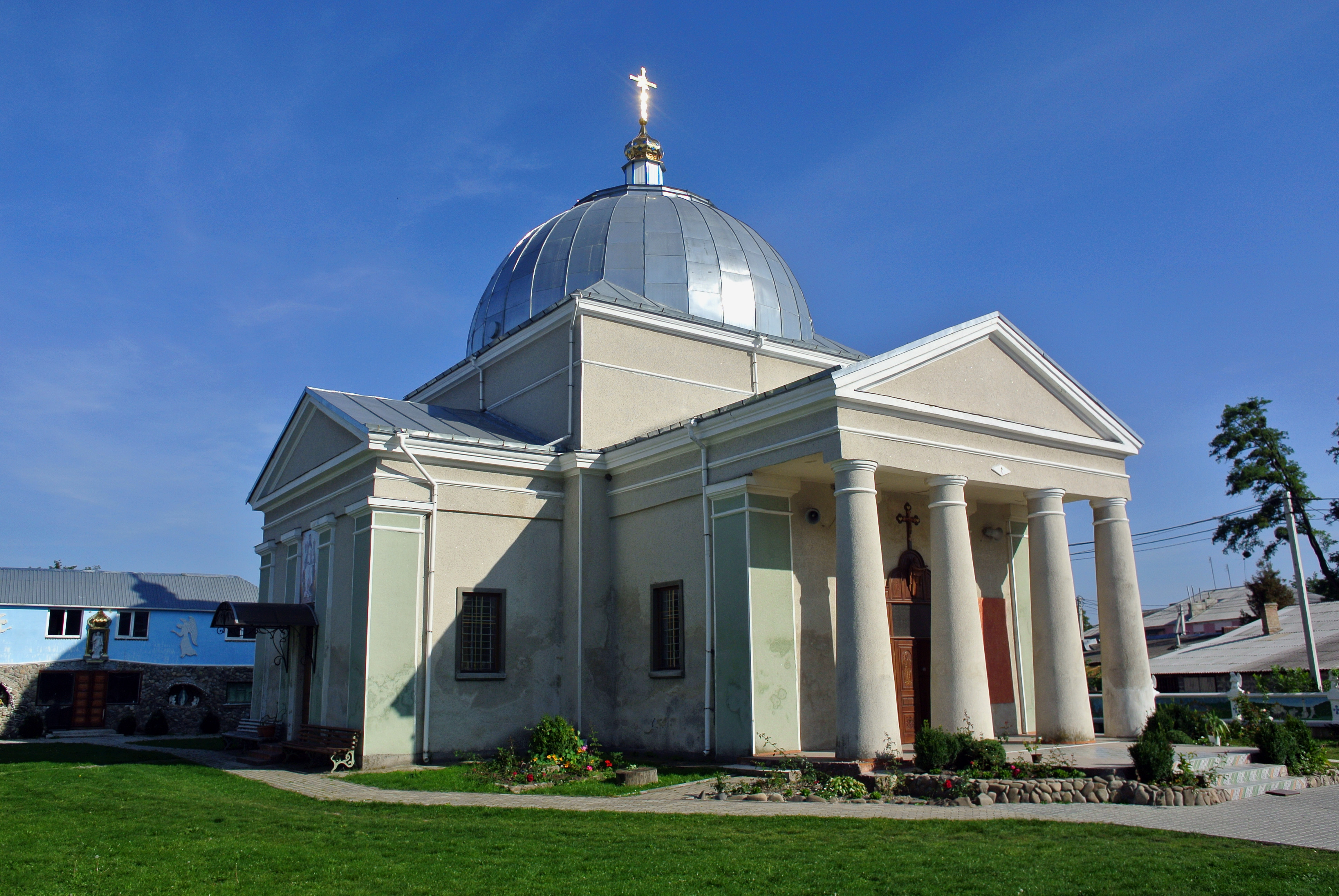
Cerkiew Opieki Matki Bożej

- pałac wybudowany przez Ludwikę Chodkiewiczową według projektu Leopolda Szlegiela[7] w latach 1790–1791.
Został uszkodzony podczas I wojny światowej oraz splądrowany w 1919 roku przez bolszewików. Ocalałe zbiory, w tym cenne archiwalia, hr. Mieczysław Chodkiewicz wywiózł do Krakowa i Lwowa. Odbudowę pałacu przerwał wybuch II wojny światowej; został on rozebrany jeszcze podczas wojny lub wkrótce po niej. Na jego miejscu w latach 60. wzniesiono budynek szkoły. Z kompleksu pałacowego do czasów współczesnych (2005) zachowały się: klasycystyczna oficyna (obecnie muzeum) i dwa pawilony parkowe[8].
- cerkiew prawosławna pw. Opieki Matki Bożej z lat 1830–1840. Wybudowana w pobliżu rynku przez Aleksandra Chodkiewicza; styl empirowy[8].